# 韦格贝格
韦格贝格（德語：Wegberg，發音：[ˈveːkbɛʁk] ⓘ）是德国北莱茵-威斯特法伦州科隆行政区海因斯贝格县的城市，面积84.34平方千米，2023年12月31日人口为27,305人。